# Ercüment Olgundeniz
Ercüment Olgundeniz (Smirne, 7 luglio 1976) è un discobolo e pesista turco.

## Record nazionali
- Lancio del disco 67,50 m ( Vila Real de Santo António 27 maggio 2012)

## Palmarès
| Anno | Manifestazione          | Sede        | Evento           | Risultato      | Misura  | Note                                     |
| ---- | ----------------------- | ----------- | ---------------- | -------------- | ------- | ---------------------------------------- |
| 1995 | Europei juniores        | Nyíregyháza | Lancio del disco | 5º             | 50,98 m |                                          |
| 2001 | Giochi del Mediterraneo | Tunisi      | Lancio del disco | 6º             | 59,63 m |                                          |
| 2004 | Olimpiadi               | Atene       | Lancio del disco | 26º            | 58,17 m |                                          |
| 2005 | Giochi del Mediterraneo | Almería     | Lancio del disco | Bronzo         | 59,16 m |                                          |
| 2007 | Mondiali                | Osaka       | Lancio del disco | 29º (q)        | 54,89 m |                                          |
| 2008 | Olimpiadi               | Pechino     | Lancio del disco | 20º            | 60,83 m |                                          |
| 2009 | Giochi del Mediterraneo | Pescara     | Lancio del disco | Argento        | 63,48 m | Miglior prestazione personale stagionale |
| 2009 | Mondiali                | Berlino     | Lancio del disco | 29º (q)        | 57,52 m |                                          |
| 2011 | Mondiali                | Taegu       | Lancio del disco | 24º (q)        | 60,86 m |                                          |
| 2012 | Europei                 | Helsinki    | Lancio del disco | 9º             | 60,92 m |                                          |
| 2012 | Olimpiadi               | Londra      | Lancio del disco | 23º            | 60,87 m |                                          |
| 2013 | Giochi del Mediterraneo | Mersin      | Lancio del disco | Argento        | 61,46 m |                                          |
| 2013 | Mondiali                | Mosca       | Lancio del disco | 17º (q)        | 60,81 m |                                          |
| 2016 | Europei                 | Amsterdam   | Lancio del disco | Qualificazione | nm      |                                          |

## Campionati nazionali
- 13 titoli nazionali turchi nel lancio del disco (1996/2001, 2004, 2007/2011, 2013)
- 3 titoli nazionali turchi nel getto del peso (1999, 2001, 2009)
- 2 titoli nazionali turchi nel getto del peso indoor (2009, 2011)

## Altre competizioni internazionali
2005
- 6º in Coppa Europa invernale di lanci ( Mersin), lancio del disco - 59,27 m

2006
- 13º in Coppa Europa invernale di lanci ( Tel Aviv), lancio del disco - 58,38 m

2007
- Bronzo in Coppa Europa invernale di lanci ( Jalta), lancio del disco - 64,34 m

2008
- 4º in Coppa Europa invernale di lanci ( Spalato), lancio del disco - 62,04 m

2009
- 8º in Coppa Europa invernale di lanci ( Los Realejos), lancio del disco - 61,22 m
- 9º agli Europei a squadre (First League) ( Bergen), lancio del disco - 53,81 m

2010
- 7º agli Europei a squadre (First League) ( Budapest), lancio del disco - 57,61 m

2011
- Oro in Coppa Europa invernale di lanci ( Sofia), lancio del disco - 63,31 m
- Bronzo agli Europei a squadre (First League) ( Smirne), lancio del disco - 61,98 m

2012
- Argento in Coppa Europa invernale di lanci ( Antivari), lancio del disco - 63,59 m

2013
- 4º in Coppa Europa invernale di lanci ( Castellón de la Plana), lancio del disco - 64,00 m
- Argento al Rabat Meeting International Mohammed VI ( Rabat), lancio del disco - 62,96 m
- Bronzo agli Europei a squadre ( Gateshead), lancio del disco - 61,32 m
- 6º al Meeting de Atletismo Madrid ( Madrid), lancio del disco - 60,81 m

2014
- 19º in Coppa Europa invernale di lanci ( Leiria), lancio del disco - 55,74 m
- Bronzo in Coppa dei Campioni per club ( Vila Real de Santo António), lancio del disco - 57,58 m
- 10º agli Europei a squadre ( Braunschweig), lancio del disco - 57,88 m

2015
- 6º in Coppa Europa invernale di lanci ( Leiria), lancio del disco - 63,07 m
- 5º agli Europei a squadre (First League) ( Candia), lancio del disco - 58,58 m